# Línea Valencia de Alcántara-Frontera portuguesa
La línea Valencia de Alcántara-Frontera portuguesa, denominada oficialmente línea Valencia de Alcántara-km. 428,5 (frontera), es una línea férrea española que llega hasta la frontera hispano-portuguesa y sirve de enlace entre la línea Madrid-Valencia de Alcántara y el ramal de Cáceres. Tiene una longitud de unos 9 kilómetros. El trazado es de ancho ibérico, sin electrificar y en vía única. Siguiendo la catalogación de Adif, es la «línea 502».

## Historia
En el contexto de la construcción de la línea Madrid-Valencia de Alcántara, el trazado entre Valencia de Alcántara y la frontera hispano-portuguesa fue abierto al tráfico el 16 de junio de 1880, entrando en servicio el resto de la línea en octubre de 1881. A lo largo de su existencia la propiedad de este tramo ferroviario ha pasado por manos de la Compañía de los Ferrocarriles de Madrid a Cáceres y Portugal (MCP), la Compañía Nacional de los Ferrocarriles del Oeste, RENFE y, desde enero de 2005, del ente Adif. La clausura al tráfico del ramal de Cáceres, en agosto de 2012, supuso que desde ese momento la conexión ferroviaria con Portugal a través de la línea Madrid-Valencia de Alcántara se viera interrumpida, quedando desde entonces el tramo entre Valencia de Alcántara y la frontera virtualmente sin servicio.